# うちの弟どもがすみません
『うちの弟どもがすみません』（うちのおとうとどもがすみません）は、オザキアキラによる日本の漫画。『別冊マーガレット』（集英社）において、2020年2月号から連載中。2025年3月時点で単行本の累計部数が270万部を突破している。母親の再婚により再婚相手の子どもの4人の男子と暮らすことになった主人公が、家族として仲よくなっていくうちに恋愛感情を抱いていく姿を描く。
2024年に実写映画版が公開された。

## 沿革
2020年1月11日発売の『別冊マーガレット』2月号より連載を開始。同年8月26日に集英社の少女・女性漫画誌が共同で漫画の投稿や閲覧ができるサイト「マンガMeets」を開設し、それを記念して集英社の各雑誌で活動を行う作家のネームや下絵をサイトで行う際、本作も掲載されている。
「全国書店員が選んだおすすめコミック2021」のスピンオフ企画である「全国書店員が選んだおすすめ少女コミック」が同年4月30日に発表され、第3位を獲得。同年5月13日に『別冊マーガレット』6月号の誌上でボイスドラマ化が発表され、6月11日発売の同誌7月号の付録となった。ボイスドラマでは第4話の内容が描かれている。同年5月25日に発売された単行本第4巻にも、第1話の内容のボイスコミックが付属されている。
『マーガレット』と『別冊マーガレット』の60周年を記念して、2023年12月21日に集英社ゲームズのボードゲームブランド「マンガボドゲ」から『同棲不動産』が発売された。2誌で「結ばれた30作品のカップルたちにピッタリの物件を提案する」内容の同作に、本作も参加している。

## 登場人物
声の項はボイスドラマの声優。
成田 糸（なりた いと）
声 - 本渡楓
本作の主人公。長女。高校2年生。頑張り屋な性格。前髪がパッツンでおかっぱ頭をしている。
成田 源（なりた げん）
声 - 内田雄馬
長男。家族思いでぶっきらぼうな性格。整った顔立ちをしている。
成田 洛（なりた らく）
声 - 寺島惇太
次男。調子のよい性格だが、頭脳明晰な策略家。眼鏡をかけている。
成田 柊（なりた しゅう）
三男。ミステリアスな雰囲気を持ち、繊細な性格をしている。引きこもり。
成田 類（なりた るい）
声 - 種﨑敦美
四男。家族のアイドルのような存在。元気で人懐っこく、甘えん坊な性格。

## 作風
作者のオザキは『ハル×キヨ』や『ふしぎの国の有栖川さん』で女性の心をときめかせたが、本作でも心が和むような「7人の素敵な家族愛」と「顔が赤くなるようなドキドキのシチュエーション」が描かれており、「身悶えるほど可愛くてキュンとする最高のラブコメディ」の作品となっている。

## 書誌情報

### コミックス
- オザキアキラ『うちの弟どもがすみません』集英社〈マーガレットコミックス〉、既刊14巻（2025年7月25日現在）
  1. 2020年5月25日発売[13][14]、ISBN 978-4-08-844346-1
  2. 2020年9月25日発売[15]、ISBN 978-4-08-844374-4
  3. 2021年1月25日発売[16]、ISBN 978-4-08-844434-5
  4. 2021年5月25日発売[17]、ISBN 978-4-08-844486-4
  5. 2021年10月25日発売[18]、ISBN 978-4-08-844529-8
  6. 2022年2月25日発売[19]、ISBN 978-4-08-844580-9
  7. 2022年6月23日発売[20]、ISBN 978-4-08-844581-6
  8. 2022年11月25日発売[21]、ISBN 978-4-08-844645-5
  9. 2023年3月24日発売[22]、ISBN 978-4-08-844709-4
  10. 2023年7月25日発売[23]、ISBN 978-4-08-844786-5
  11. 2024年2月22日発売[24]、ISBN 978-4-08-844863-3
  12. 2024年7月25日発売[25]、ISBN 978-4-08-843020-1
  13. 2025年1月23日発売[26]、ISBN 978-4-08-843087-4
  14. 2025年7月25日発売[27]、ISBN 978-4-08-843157-4

### 関連書籍
- オザキアキラ（原作）、宮田光（著）、根津理香（脚本）『映画ノベライズ うちの弟どもがすみません』集英社〈集英社オレンジ文庫〉、2024年11月19日発売[28]、ISBN 978-4-08-680589-6
- オザキアキラ（原作）、ワダヒトミ（著）、根津理香（監修）『うちの弟どもがすみません 映画ノベライズ みらい文庫版』集英社〈集英社みらい文庫〉、 2024年11月22日発売[29]、ISBN 978-4-08-321881-1

## 実写映画
2024年12月6日に公開された。監督は三木康一郎、主演は本作が映画初主演となる畑芽育。

### キャスト
- 成田糸：畑芽育[5]
- 成田源：作間龍斗[5]
- 成田洛：那須雄登[5]
- 成田柊：織山尚大[5]
- 成田類：内田煌音[5]
- 本間央太：前田旺志郎[30]
- 宝生恵：中島瑠菜[30]
- 中川翼[31]
- 藤本洸大[31]
- 河村花[31]
- 牧野羽咲[31]
- 成田勲：川島明（麒麟）[32]

4兄弟の父。
- 成田さほ：笛木優子[32]

糸の実母。

### スタッフ
- 原作：オザキアキラ『うちの弟どもがすみません』（集英社『別冊マーガレット』連載）[5]
- 監督：三木康一郎
- 脚本：根津理香[5][31]
- 音楽：コトリンゴ[31]
- 主題歌：乃紫「恋の8秒ルール」（MR8 / MIJ Quality Records）[33]
- エグゼクティブプロデューサー：吉田繁暁[31]
- 企画：新垣弘隆[31]
- 企画・プロデューサー：田渕みのり[31]
- 撮影：中瀬慧[31]
- 照明：高井大樹、白鳥友輔[31]
- 美術：寒河江陽子[31]
- 録音：栗原和弘[31]
- 編集：西潟弘記[31]
- 装飾：徳田あゆみ[31]
- 衣装：宮本茉莉[31]
- ヘアメイク：有路涼子[31]
- 選曲：長澤佑樹[31]
- 音響効果：本郷俊介[31]
- スクリプター：梅木望帆[31]
- 音楽プロデューサー：高石真美[31]
- 助監督：森裕史[31]
- 制作担当：木村広志[31]
- アシスタントプロデューサー：前川盛哉[31]
- 宣伝プロデューサー：成澤菜応
- プロダクションマネージャー：小松次郎[31]
- ラインプロデューサー：阿部智大[31]
- 制作プロダクション：松竹撮影所
- 制作協力：松竹映像センター
- 企画・配給：松竹
- 製作：「うちの弟どもがすみません」製作委員会（松竹、ストームレーベルズ、研音、松竹ブロードキャスティング）[5]